# Marian Jelínek
Marian Jelínek (* 18. listopadu 1963 Český Krumlov) je bývalý český hokejový trenér a kouč. V současné době individuálně spolupracuje s vrcholovými sportovci různých odvětví (např. Karolína Plíšková, Petr Mrázek, Jan Micka) a také s podnikateli a manažery, které koučuje či jim v rámci workshopů přednáší. Je profesním garantem a vyučujícím v rámci zaměření Psychologie pro manažery na NEWTON University.

## Biografie

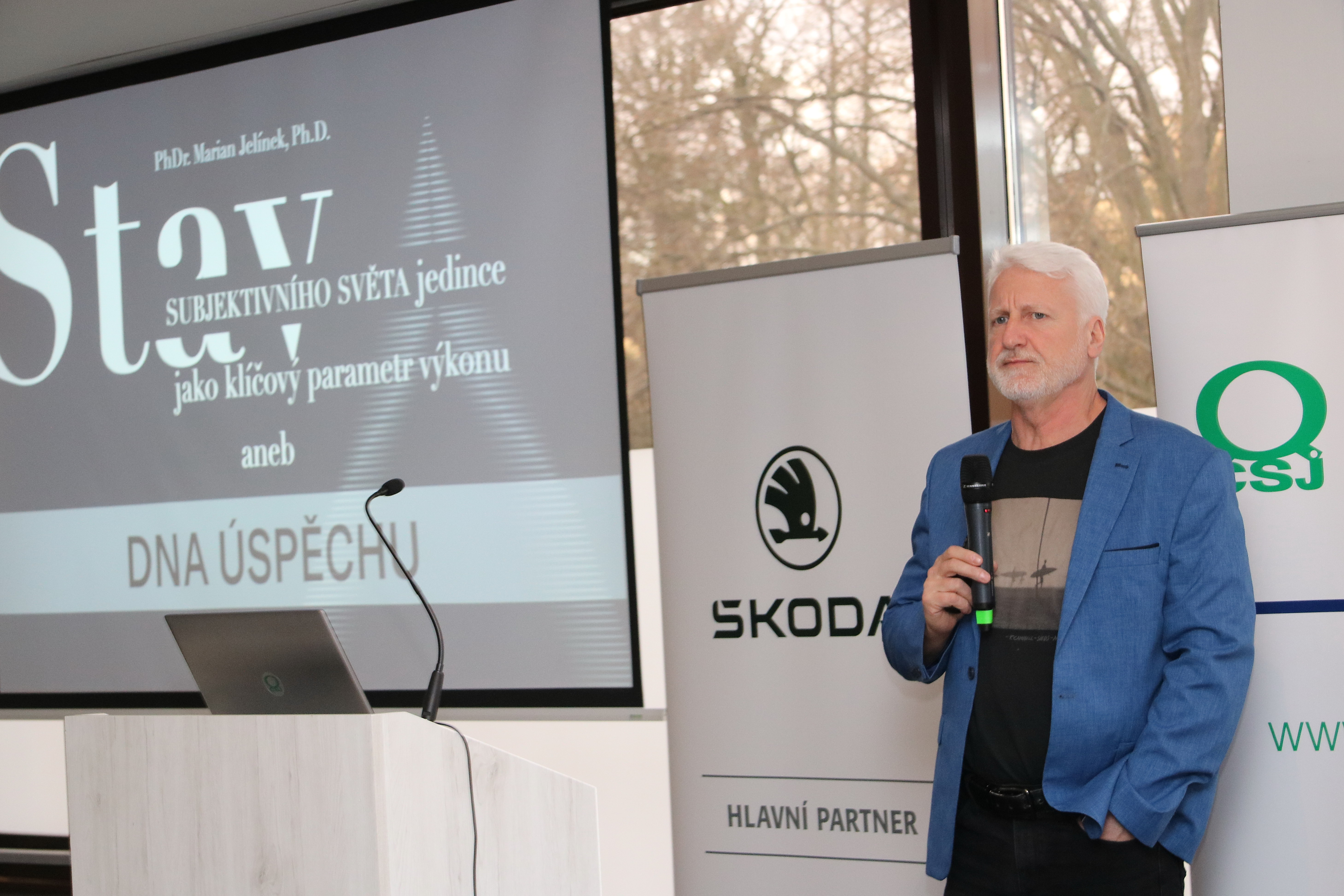
Marian Jelínek, přednáška na konferenci ČSJ SYMA (Systémy managementu) 2023

S hokejem začínal jako útočník v Písku. Vystudoval Fakultu tělesné výchovy a sportu Univerzity Karlovy, obor tělesná výchova – zeměpis. Kromě aktivní trenérské kariéry se rovněž zajímá o psychologii sportu, na toto téma sepsal řadu knih a získal doktorát z filosofie.
V letech 2003–2005 působil jako asistent trenéra u české hokejové reprezentace, se kterou získal v roce 2005 titul mistra světa. V nejvyšší české soutěži působil nejprve jako asistent trenéra Františka Výborného v týmu HC Sparta, který pod jejich vedením dvakrát získal titul mistra republiky. Od sezóny 2009/2010 působil po tři roky jako hlavní trenér v Plzni, se kterou hned v prvním ročníku vyhrál základní část, následně však jeho svěřenci nezvládli čtvrtfinále. O rok později byla Plzeň zasažena aférou s odpočty bodů a propadla se na dno tabulky. Přesto však tým předvedl obrovskou touhu vyhnout se play out a nakonec se probojoval do předkola play off, kde však nestačil na Litvínov. V sezóně 2011/12 tým skončil po základní části třetí, prošel do semifinále, kde nestačil na Brno, a skončil tak celkově třetí.
Marianu Jelínkovi vypršela po sezóně 2011/2012 v Plzni smlouva, kterou se i přes zájem klubu rozhodl neprodloužit. Dohodl se na spolupráci s Libercem. Jeho angažmá netrvalo dlouho, tým nevstoupil do ročníku dobře a byl u dna tabulky. Vedení tak po 18. kole trenéra Jelínka odvolalo. Následující vývoj v Liberci však ukázal, že vina patrně nebyla v hlavním trenérovi, neboť tým dokonce spadl do baráže a extraligu udržel až v jejím posledním kole.
To už však Marian Jelínek působil v týmu Mladé Boleslavi, kde obnovil spolupráci s trenérem Františkem Výborným, s kterým dříve dvakrát dovedl Spartu k mistrovskému titulu. S Boleslaví sice zkušená trenérská dvojice postoupila do baráže, v té však zůstala pouhý bod před branou extraligy. V ročníku 2013/2014 se tým připravoval na závěr sezony tak kvalitně, že po dvou letech postoupil zpět do nejvyšší soutěže.
Spolupráce Jelínka s Františkem Výborným se, stejně jako dříve ve Spartě, osvědčila, v sezoně 2015/16 tým pod jejich vedením skončil celkově čtvrtý. Následující sezona se ale nevedla dle představ vedení, proto se Jelínek s Boleslaví v prosinci 2016 rozloučil. V listopadu 2017 převzal tým Českých Budějovic, v září 2018 ho opustil.
Spolupracoval s Jaromírem Jágrem, dlouhou dobu byl jeho osobním koučem, současně také šéfem letní školy Jágr-team. Je také mentálním koučem Karoliny Plíškové.
Přednáší na katedře psychologie Vysoké školy NEWTON, a.s. v Praze, věnuje se především psychologii sportu. Spolupracuje však také s podnikateli a manažery, které koučuje či jim v rámci workshopů přednáší.

## Trenérská kariéra v extralize
- 2004–2009 HC Sparta Praha
- 2009–2012 HC Plzeň 1929
- 2012 Bílí Tygři Liberec
- 2013–2016 BK Mladá Boleslav